# Groslée-Saint-Benoit
Pour les articles homonymes, voir Saint-Benoît.
Groslée-Saint-Benoit [ɡʁole sɛ̃ bənwa] est une commune française située dans le département de l'Ain, en région Auvergne-Rhône-Alpes.
Elle a été créée le 1er janvier 2016 par le regroupement des deux communes : Groslée et Saint-Benoît.

## Géographie

### Situation et description
Le territoire communal est situé au sud du département de l'Ain sur les bords du Rhône, au pied de la montagne de Tentanet (1 019 m), en limite du département de l'Isère.

### Climat
Pour des articles plus généraux, voir Climat d'Auvergne-Rhône-Alpes et Climat de l'Ain.
En 2010, le climat de la commune est de type climat des marges montargnardes, selon une étude du CNRS s'appuyant sur une série de données couvrant la période 1971-2000. En 2020, Météo-France publie une typologie des climats de la France métropolitaine dans laquelle la commune est exposée à un climat de montagne ou de marges de montagne et est dans la région climatique Alpes du nord, caractérisée par une pluviométrie annuelle de 1 200 à 1 500 mm, irrégulièrement répartie en été.
Pour la période 1971-2000, la température annuelle moyenne est de 12,1 °C, avec une amplitude thermique annuelle de 18,5 °C. Le cumul annuel moyen de précipitations est de 1 288 mm, avec 10,1 jours de précipitations en janvier et 7,6 jours en juillet. Pour la période 1991-2020, la température moyenne annuelle observée sur la station météorologique de Météo-France la plus proche, « Belley Man », sur la commune de Belley à 11 km à vol d'oiseau, est de 12,1 °C et le cumul annuel moyen de précipitations est de 1 099,8 mm,. Pour l'avenir, les paramètres climatiques de la commune estimés pour 2050 selon différents scénarios d'émission de gaz à effet de serre sont consultables sur un site dédié publié par Météo-France en novembre 2022.

### Hydrographie
Le territoire communal est bordé par le Rhône, un des principaux fleuves française et européen long de 812 kilomètres.

## Urbanisme

### Typologie
Au 1er janvier 2024, Groslée-Saint-Benoit est catégorisée commune rurale à habitat dispersé, selon la nouvelle grille communale de densité à 7 niveaux définie par l'Insee en 2022.
Elle est située hors unité urbaine et hors attraction des villes,.

## Toponymie
Le nom est l'accolement du nom des deux communes ayant fusionné : Groslée et Saint-Benoît mais l'accent circonflexe sur le i a été ôté.

## Histoire
La création de la nouvelle commune, le 1er janvier 2016, a entraîné la transformation des deux anciennes communes en « communes déléguées » dont la création a été entérinée par l'arrêté du 30 décembre 2015.

## Politique et administration

### Découpage territorial
La commune de Groslée-Saint-Benoit est membre de la communauté de communes Bugey Sud, un établissement public de coopération intercommunale (EPCI) à fiscalité propre créé le 1er janvier 2014 dont le siège est à Belley. Ce dernier est par ailleurs membre d'autres groupements intercommunaux.
Sur le plan administratif, elle est rattachée à l'arrondissement de Belley, au département de l'Ain et à la région Auvergne-Rhône-Alpes. Sur le plan électoral, elle dépend entièrement du canton de Belley depuis le décret du 5 mars 2020, et de la cinquième circonscription de l'Ain  pour les élections législatives, depuis le dernier découpage électoral de 2010.

### Administration municipale
| Nom                  | Code Insee | Intercommunalité                | Superficie (km2) | Population (dernière pop. légale) | Densité (hab./km2) |
| -------------------- | ---------- | ------------------------------- | ---------------- | --------------------------------- | ------------------ |
| Saint-Benoît (siège) | 01338      | CC Bugey Sud                    | 21,65            | 916 (2021)                        | 42                 |
| Groslée              | 01182      | CC Rhône - Chartreuse de Portes | 7,27             | 322 (2021)                        | 44                 |

| Période   | Période  | Identité     | Étiquette | Qualité      |
| --------- | -------- | ------------ | --------- | ------------ |
| mars 2020 | En cours | Henri Soudan |           | Ancien cadre |

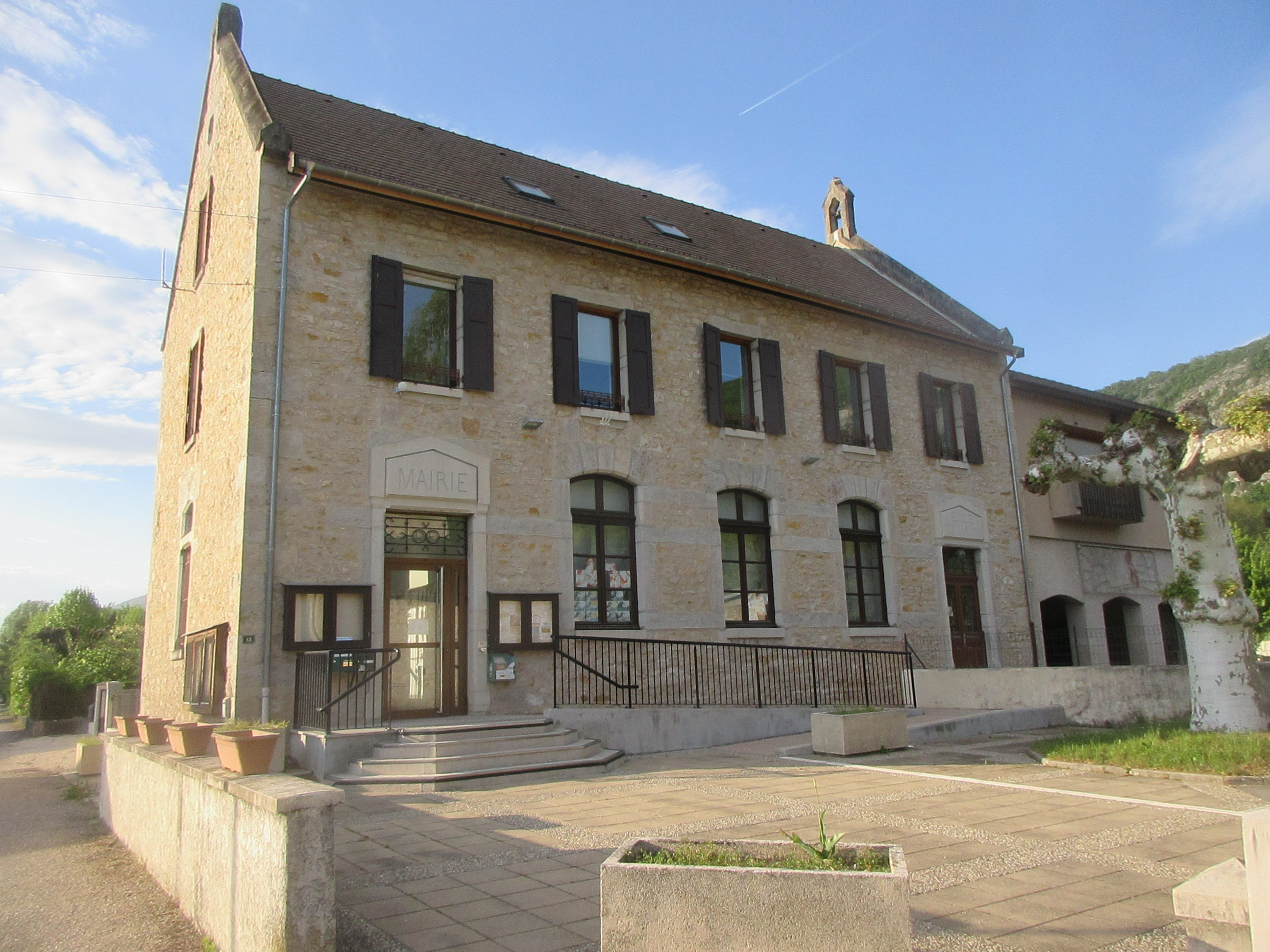
Mairie.

Jusqu'aux prochaines élections municipales de 2026, le conseil municipal de la nouvelle commune est constitué de 19 conseillers municipaux.

## Population et société

### Démographie
L'évolution du nombre d'habitants est connue à travers les recensements de la population effectués dans la commune depuis sa création.

En 2022, la commune comptait 1 232 habitants, en évolution de +3,27 % par rapport à 2016 (Ain : +5,15 %, France hors Mayotte : +2,11 %).
| 2014  | 2019  | 2022  |
| ----- | ----- | ----- |
| 1 191 | 1 227 | 1 232 |

### Enseignement
La commune est rattachée à l'académie de Lyon.

## Culture locale et patrimoine

### Lieux et monuments
- Ruines du château des Marches, le château, cité en 1290, est la possession de la famille de Cordon.
- Vestiges du château de Neyrieu ou Nérieu, il est, en 1272, la possession du chevalier André de Groslée.
- Maison forte d'Évieu, la maison forte, citée en 1286, est la possession des sires de Cordon.
- Site classé de la cascade de Glandieu.
- Église Saint-Benoît de Saint-Benoît.
- Église Saint-Cyriaque de Groslée.
- Pont suspendu de Groslée achevé en 1912.
- Ruines du château féodal du XIIe siècle, inscrite au registre des monuments historiques dans un site inscrit[18].
- La maison-forte de Varepe, inscrite au registre des monuments historiques[19].

### Patrimoine naturel
La commune compte plusieurs zones naturelles d’intérêt écologique, faunistique et floristique (ZNIEFF) de type I :
- Milieux alluviaux du Rhône du Pont de Groslée à Murs et Gélignieux ;
- Méandre du Saugey ;
- Prairie de sous Roche ;
- Falaises de Saint-Benoît à Brégnier-Cordon ;
- Rivière et zone humide de l'Huert ;
- Falaise de Conzieu ;
- Lac de Crotel ;
- Montagne de Tentanet ;
- Île du Grand Brotteau.

### Personnalités liées à la commune
Les personnages les plus célèbres ayant côtoyé Saint-Benoît dans l'Ain sont les frères Bourde.
- (Adolphe) Élisée (Rosalie) Bourde (1859-1937), peintre. Son œuvre la plus célèbre est sûrement Les Conseillers municipaux de Saint-Benoît-de-l'Ain actuellement exposé en salle du conseil de la mairie de Belley. Une reproduction se trouve également dans la salle du conseil municipal de Saint-Benoit dans l'Ain.
- Paul Bourde (1851-1914), journaliste et grand reporter au journal "Le Temps", fonctionnaire (directeur des contrôles civiles et des renseignements coloniaux et directeur de l'Agriculture à Tunis) et écrivain, il est l'auteur de pièces dramatiques sous le pseudonyme de Paul Anthelme ainsi que d’œuvres historiques sur la Révolution et la période napoléonienne, publiées sous son second pseudonyme : Paul Delion. Un buste réalisé par le sculpteur Yvonne Seruys le représentant est actuellement visible dans la commune de Voissant (Isère). Une reproduction de ce buste se trouve également au niveau de la place des Frères-Bourde à Saint-Benoit. (située à l'arrière de la salle des fêtes au niveau de l'espace de loisir).

La maison de Groslée est l'une des plus illustres et anciennes du Bugey.